# Higashisumiyoshi-ku
Higashisumiyoshi-ku (東住吉区?) è uno dei 24 quartieri di Ōsaka, in Giappone.